# Anton Romako

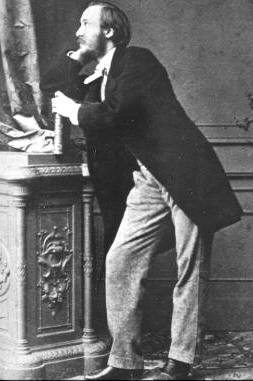
Anton Romako, um 1875

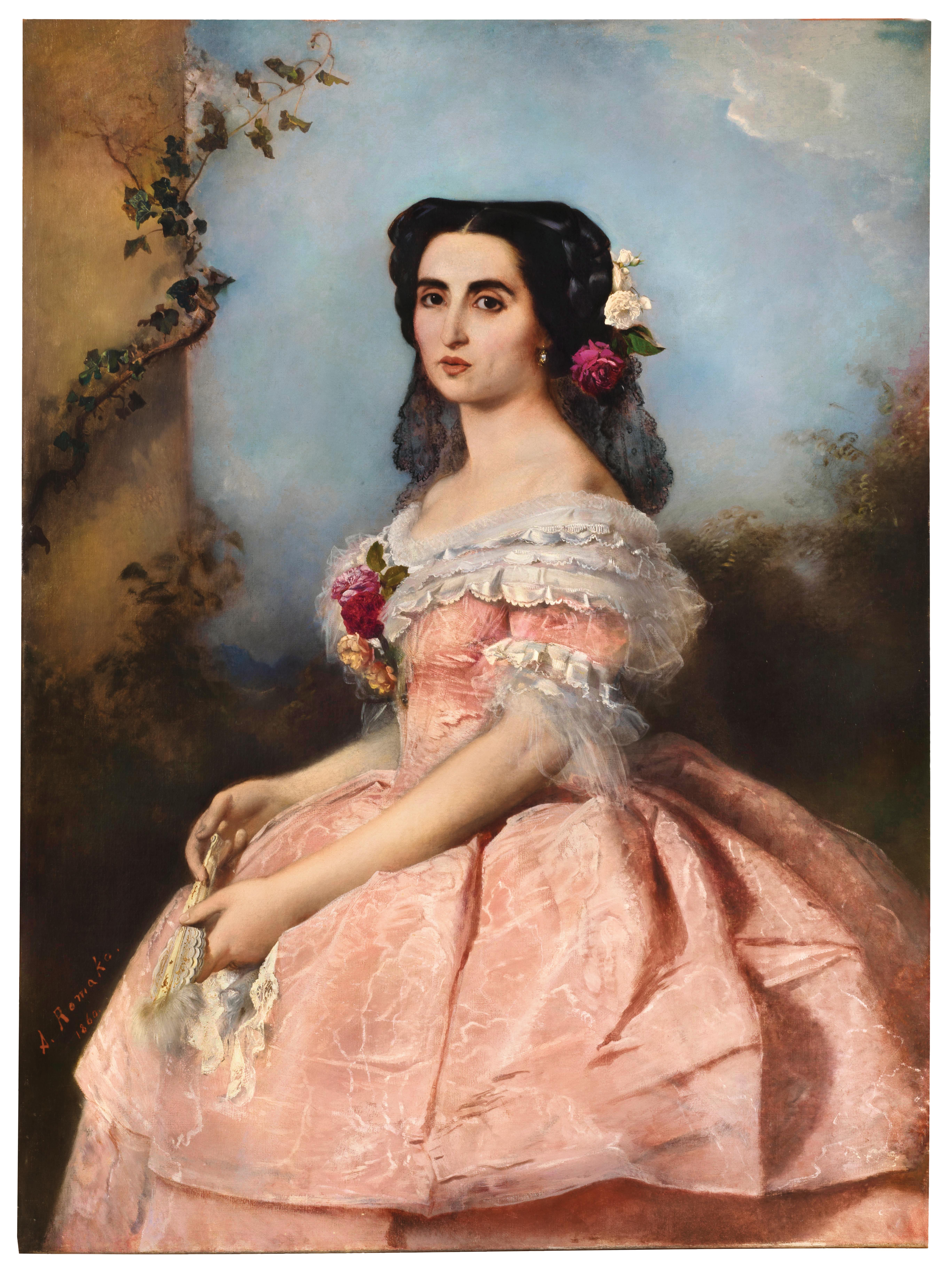
Beispiel für erfolgreiche Phase in Rom (1860)

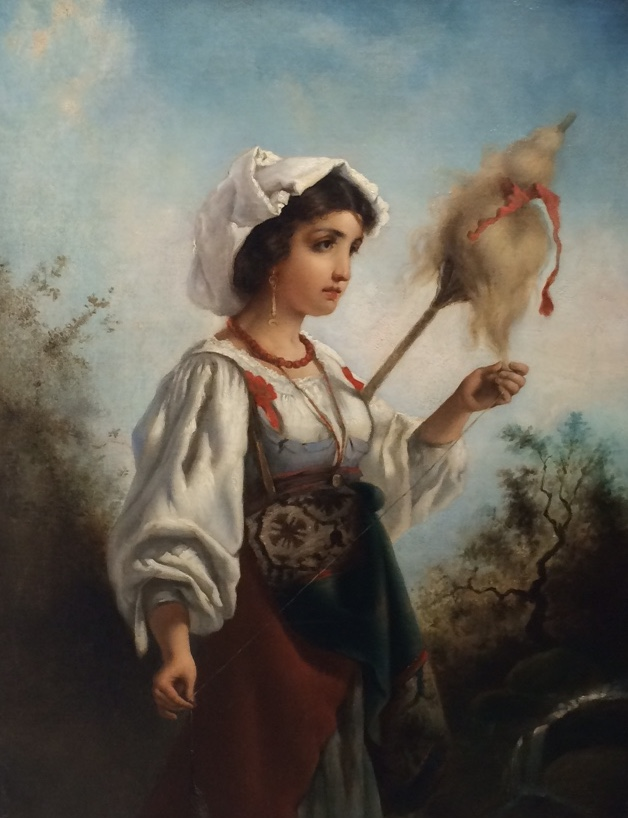
Römische Spinnerin (vor 1889)

Anton Romako (* 20. Oktober 1832 in Atzgersdorf; † 8. März 1889 in Wien) war ein österreichischer Maler.

## Leben
Anton Romako war der uneheliche Sohn des Fabrikanten Josef Lepper und dessen Haushälterin Elisabeth Maria Anna Romako. Ferdinand Georg Waldmüller hatte dem jungen Mann an der Wiener Akademie, wo er zuerst studierte, jedes Talent abgesprochen. Nach einem Studium in München bei Wilhelm Kaulbach und Venedig, Rom und London hielt er sich in den 1850er-Jahren wieder in Wien auf, wo er Privatschüler bei Carl Rahl war. Ab 1857 niedergelassen in Rom, konnte er als viel beschäftigter Porträtist und Genremaler Vermögen und Ansehen erwerben. Ein zeitgenössischer Kritiker meinte in einem Nekrolog, dass er durch die „Sucht nach Originalität“ sich zu „Absonderlichkeiten in der Zeichnung und in der Behandlung der Farben“ habe verleiten lassen, was der Abkehr des Publikums Vorschub leistete und die materiellen Verhältnisse des Künstlers schmälerte, so dass Romako, von seiner Frau verlassen, nicht länger in Rom bleiben konnte. 1876 kehrte er, seit 1861 Mitglied der Genossenschaft der bildenden Künstler Wiens, nach Wien zurück, wo gerade die Ringstraße gebaut wurde und der Geschmack Hans Makarts vorherrschte. Romako konnte sich mit seinen Historienbildern lokal nicht durchsetzen und unternahm weitere Studienreisen, unter anderem nach Ungarn, Italien und Frankreich.
Romako war seit 1862 mit Sophie Köbel verheiratet, die ihn 1875 wieder verließ. Der Ehe entstammten fünf Kinder. Die in Rom verbliebenen Töchter Mathilde und Mary begingen 1887 Selbstmord.
„Durch Krankheit und Nahrungssorgen bedrängt“ vereinsamte Anton Romako in den letzten Lebensjahren. Er erlag in seiner Wohnung Am Heumarkt 11, Wien-Landstraße, einem Schlaganfall. Am 10. März 1889 wurde der Künstler in einem ehrenhalber gewidmeten Grab auf dem Wiener Zentralfriedhof beigesetzt (Gruppe 41 F, Reihe 12, Nr. 15). In Würdigung seiner Person wurde 1953 eine Verkehrsfläche in Wien-Atzgersdorf, Siedlung Rosenhügel, auf Romakogasse umbenannt.
Sein Bruder, Josef Ritter von Romako, war oberster Schiffbau-Ingenieur der österreichischen Kriegsmarine und entwarf unter anderem die Panzerfregatten, welche bei der Seeschlacht von Lissa eingesetzt wurden.

## Werke

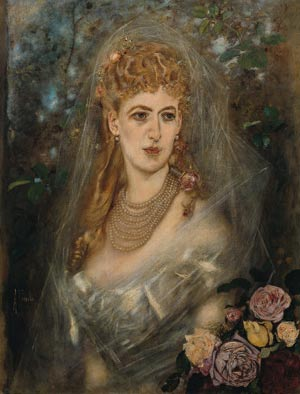
Gräfin Maria Magda Kuefstein (1878–1880)

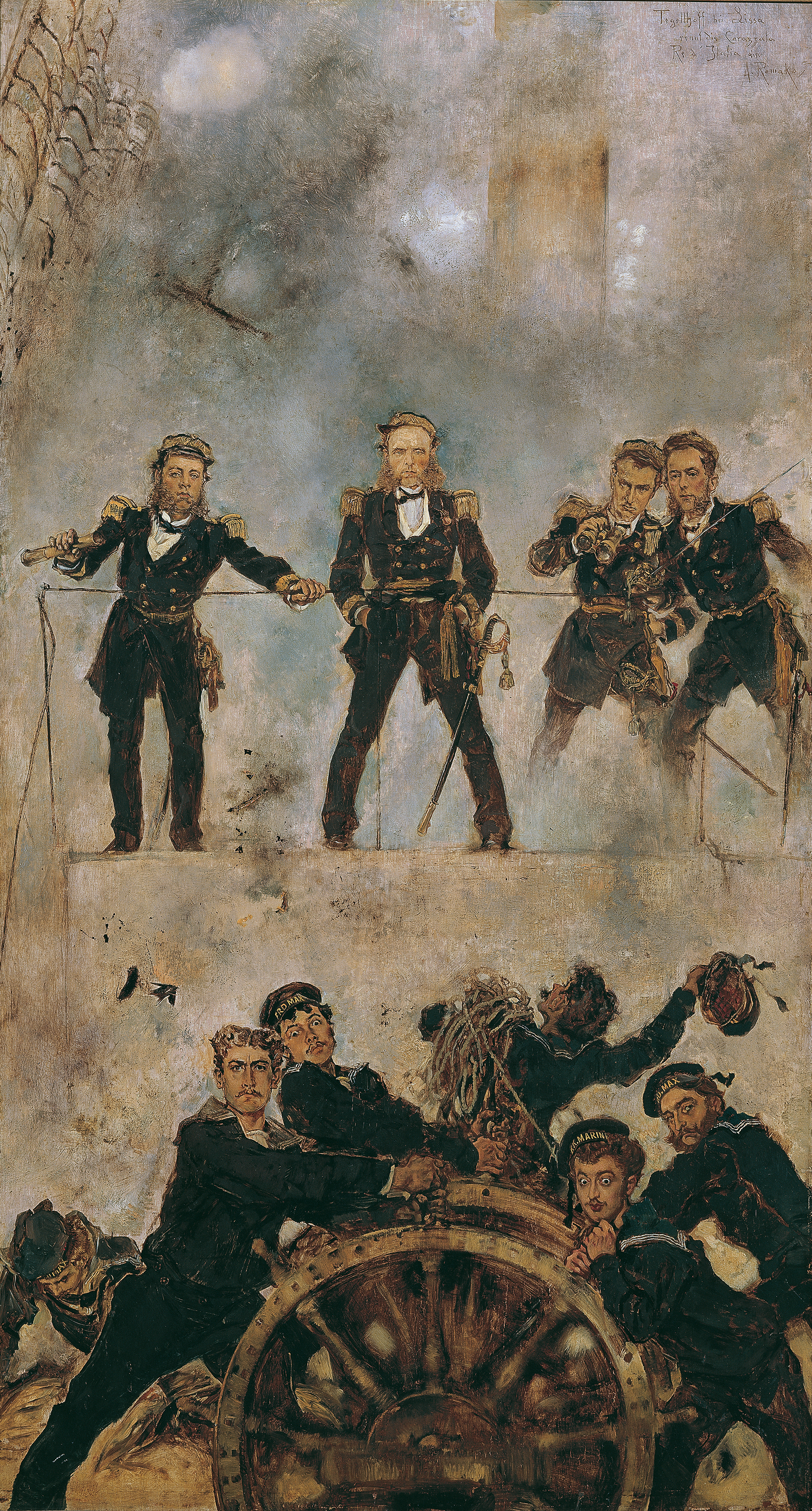
Tegethoff in der Seeschlacht bei Lissa I, 1878–1880, Belvedere, Wien

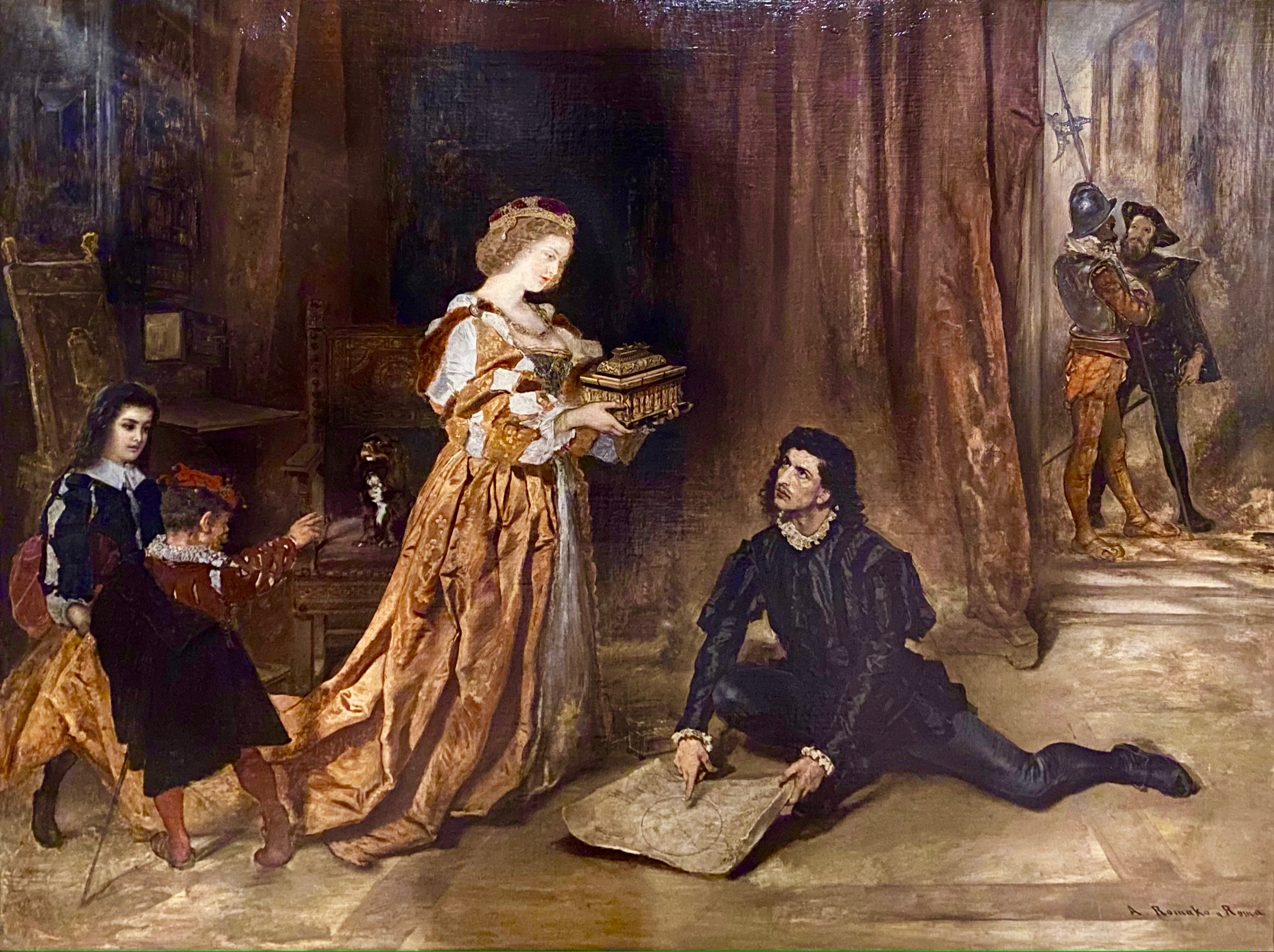
Columbus und Isabella

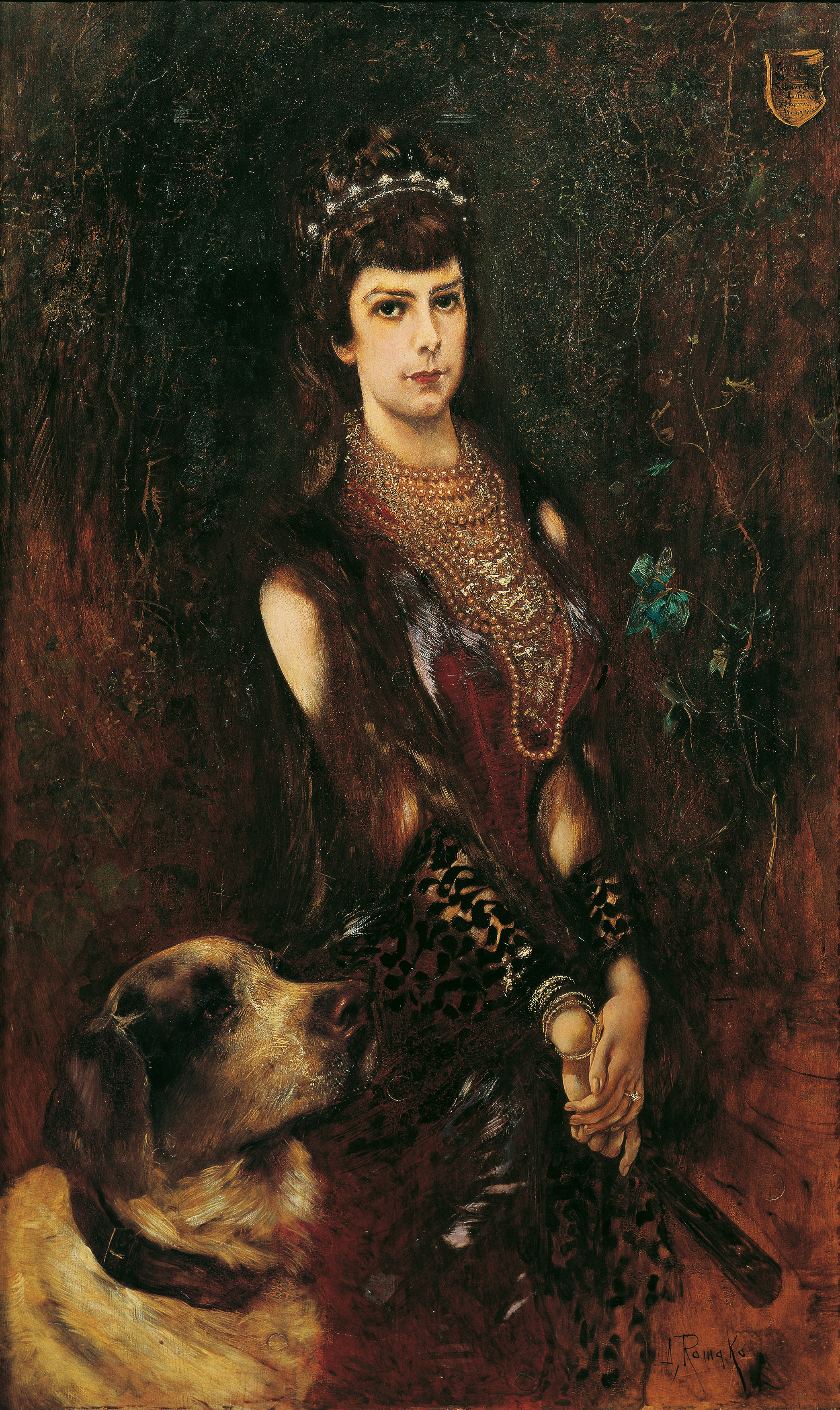
Kaiserin Elisabeth mit Bernhardinerhund, 1883, Belvedere, Wien

Neben seinen zahlreichen Landschaftsbildern (etwa aus dem Gasteinertal), die einen Einfluss der Schule von Barbizon verraten, ist er vor allem als Maler von Porträts und Historienbildern bekannt.
Seine Porträts sind in einem nervösen, fast früh-expressionistischen Stil gehalten, der die Zeitgenossen zutiefst verstörte.
Sein berühmtes Porträt der Kaiserin Elisabeth zeigt die ganze Exzentrik ihrer Persönlichkeit und wurde allgemein abgelehnt, so wie auch sein zweifellos bekanntestes Werk, Tegetthoff in der Seeschlacht bei Lissa I, das den Admiral mit seinen Offizieren und einigen Matrosen in dem Moment zeigt, in dem sein Schiff Erzherzog Ferdinand Max das italienische Flaggschiff rammt. Auf den üblichen Heroismus in solchen Darstellungen wird fast vollständig verzichtet, man sieht die Spannung der Situation und die Hektik der Akteure. (Dieses Gemälde wurde 1908 in das patriotische Werk Österreichs Hort zum 60-Jahre-Regierungsjubiläum von Kaiser Franz Joseph I. aufgenommen.)
Heutzutage gilt er als interessantester und wegweisender Künstler der Ringstraßenepoche.
Gemälde von Anton Romako befinden sich vor allem in der Belvedere in Wien.
- Die Eitelkeit – Porträt seiner Braut Sophie Köbel (Salzburg, Residenzgalerie), um 1860, Öl auf Leinwand, 124 × 91 cm
- Columbus und Isabella (Privatbesitz), um 1870, Öl auf Leinwand, 128 × 97 cm
- Fischerknabe am Meeresstrand (Wien, Belvedere, Inv. Nr. 5552), um 1873–75, Öl auf Holz, 90 × 70 cm
- Mädchen mit Kaninchen (St. Pölten, Museum Niederösterreich, Inv. Nr. 6670), um 1877, Öl auf Leinwand, 72,7 × 60,6 cm
- Tegetthoff in der Seeschlacht bei Lissa I (Wien, Belvedere, Inv. Nr. 5032), 1878–1880, Öl auf Holz, 86,5 × 47,5 cm
- Am Wasserfall (Wien, Leopold Museum), 1881, Öl auf Leinwand, 89,3 × 63 cm
- Kaiserin Elisabeth mit Bernhardinerhund (Wien, Belvedere, Inv. Nr. 4419), 1883, Öl auf Holz, 135 × 85 cm
- Die Rosenpflückerin (Wien, Belvedere, Inv. Nr. 1832), 1883, Öl auf Leinwand, 89 × 66 cm
- Mutter und Kind (Privatbesitz), 1883, Öl auf Leinwand, 161 × 130 cm
- Junge Frau vor Bildstock (Privatbesitz), 1883, Öl auf Holz, 54,4 × 45,5 cm
- Südfranzösische/Bretonische Bäuerin (Graz, Landesmuseum Joanneum – wird restituiert), 1884, Öl auf Leinwand, 50,5 × 38,5 cm
- Mädchen, einen Fink anlockend (St. Pölten, Museum Niederösterreich, Inv. Nr. 7518), um 1884/85, Öl auf Holz, 45,2 × 28 cm
- Bildnis Isabella Reisser (Wien, Leopold Museum, Inv. Nr. 2116), 1885, Öl auf Leinwand, 130,5 × 90 cm
- Herr und Dame im Salon (Museen der Stadt Wien), 1887, Öl auf Holz
- Römische Spinnerin (mehrere Versionen), vor 1889, Öl auf Leinwand, 61,5 × 59 cm
- Dame in rotem Kleid (Wien, Belvedere, Inv. Nr. 5966), 1889, Öl auf Leinwand, 78 × 63 cm